# DreamHack
DreamHack es la mayor LAN party del mundo, donde no solo se reúnen los amantes de los videojuegos sino que también se llevan a cabo competiciones de eSports y arte digital así como conciertos. Se celebra dos veces al año en el Elmia Exhibition and Convention Centre en Jönköping, Suecia. Actualmente sustenta el récord del mundo de ser la mayor LAN party del mundo, reconocido tanto por el Libro Guinness de los récords como por Twin Galaxies, y también ha sustentado el de la conexión a internet más rápida del mundo. Este se lo arrebató en 2012 The Gathering en Noruega. También sustentó el récord de tráfico de datos generado.
En 2007, los fundadores de la DreamHack recibieron el diploma al honor del municipio de Jönköping por ser importante tanto para el comercio, la educación y la sociedad de la comunidad.

## Historia
DreamHack empezó como una pequeña reunión de compañeros de clase y amigos en el sótano de una escuela primaria en Malung a principios de los 90. En 1994 la trasladaron a la cafetería y se convirtió en una de las demoparties más grandes a nivel regional del momento. En ese mismo año fue la primera vez que el evento se llamó DreamHack.
En 1997 el evento tuvo lugar en Arena Kupolen en Borlänge y se convirtió en una de las mayores LAN party de Suecia y la tercera más grande de Escandinavia en ese momento. Desde 2001 DreamHack tuvo lugar en el Elmia exhibition centre en Jönköping, donde actualmente se realiza.
A partir de 2002, DreamHack se volvió un evento semestral con DreamHack Summer, con el objetivo más centrado en los videojuegos, que tendrá lugar en junio y DreamHack Winter, un poco más específico para la escena demo, que se celebra durante el último fin de semana de noviembre. Esta diferencia se ha ido difuminando desde entonces y tal vez haya borrado completamente.
En 2007, la corporación ahora con todas las funciones DreamHack AB también comenzó la organización de un tercer evento para el final del verano, en Skellefteå en la costa norte de Suecia. El evento Skellefteå, aunque mucho más pequeño, con un millar de asientos, fue vendido por un mayor margen que DHW. La realización de este evento ha sido descontinua.
En 2011, DreamHack AB realizó una reforma corporativa, renovando la administración de la compañía.
Se anunció el 15 de noviembre de 2012, que DreamHack se asociaría con la Major League Gaming y Electronic Sports League para ayudar a facilitar el crecimiento y desarrollo de la escena norteamericana y los eSports europeos. Esta asociación incluye clasificación universal, estructuras de competición unificados y más.

## Formato del Evento
La mayor diferencia entre DreamHack Summer y DreamHack Winter es que el evento de invierno ha mantenido en torno al 20% más de visitantes que el de verano. Ambos eventos son de 72 horas (que se extiende más de 4 días), y se han programado actividades durante todo el día los cuatro días.
A partir del invierno de 2011, el evento cubre toda la exposición Elmia Exhibition and Convention Centre, así como el vecino estadio de hockey sobre hielo y el centro de deportes de raqueta. El número total de participantes fue de 20.984, de los cuales ~ 500 eran parte de la organización.
Las edades de los asistentes van desde la escuela primaria a los adultos mayores, aunque la edad media es de 16 a 17. El diez por ciento son mujeres, aunque esta cifra es algo antigua y la asistencia femenina parece haber aumentado desde entonces. La gente llega de todas partes del mundo a participar.
El evento consta de cinco componentes principales: el festival, las competiciones de juegos, las competiciones de artes digitales, los conciertos en vivo y la expo.
| Componente                       | Definición |
| -------------------------------- | --- |
| Festival                         | Cada participante recibe una mesa (60 cm de profundidad y 83 cm de ancho), una silla, una toma de corriente y una conexión LAN a través del cual DreamHack suministra una de las conexiones más rápidas de Internet en el mundo a partir de 2011.Los jugadores han de traer los equipos que prefieran. Algunos traen sus propias sillas para sustituir las suministradas. Dado que no hay actividad durante todo el día, los participantes pueden dormir en los espacios para dormir adyacentes. |
| Competiciones de Gaming          | Con un premio total de más de 3 millones de coronas suecas, las competiciones eSports DreamHack atraen a jugadores profesionales de todo el mundo, principalmente de Corea del Sur. Desde DreamHack, cerca de un centenar de diferentes secuencias de vídeo se transmiten a través de Internet, de los cuales la mayoría cubren las competiciones de eSports. 21 de ellas son producidas por el equipo de DreamHack, el resto son independientes e incluyen a la Televisión Nacional Sueca.      |
| Competiciones en artes digitales | En la competición DreamHack Kreativ participantes compiten en la creación de todo tipo de cosas digitales, incluyendo fotografías, dibujos, música, modelos 3D, demos, juegos, animaciones y películas. Esta es, para muchos, la parte más importante del evento, ya que las competiciones de este tipo son muy raras. La ceremonia final dura horas, durante esta todas las propuestas se presentan en las enormes pantallas del MainStage.                                                     |
| Conciertos en directo            | Cada tarde y noche hay grandes actos musicales en MainStage. Este aspecto de la DreamHack ha incrementado mucho su popularidad y es un factor importante en el aumento de la venta de pases de un día. |
| Exposiciones                     | Muchas empresas presentan sus productos en el área de exposición y es común que los grandes estudios de desarrollo de videojuegos dejen probar a los asistentes sus juegos en desarrollo. Hay también varios seminarios y conferencias, así como una tienda en la que se venden componentes de ordenadores. |

## DreamHack Open Tour
Creado en 2012, DreamHack Open Tour es la antesala de DreamHack de invierno donde tienen lugar las Grandes Finales. El tour recorre 5 ciudades alrededor de Europa, el juego oficial es StarCraft II: Heart of the Swarm. Los patrocinadores oficiales son EIZO, HyperX, Razer y Monster Energy aumentan el abanico de premios hasta 200,00$. Todas las paradas de este tour están abiertas tanto a participación amateur como jugadores profesionales. Las mejores partidas son emitidas en HD de manera gratuita.

### DreamHack Bucarest
Desde 2012 se celebra anualmente DreamHack Bucarest en Bucarest, Rumania. Este evento no solo trae a jugadores de todo el mundo para competir, sino que también da la posibilidad a los jugadores y equipos de Rumania enfrentarse a jugadores internacionales.

### DreamHack Valencia
Desde 2010 se celebra DreamHack Valencia en Valencia, España. En 2012 y tras la creación de DreamHack Open Tour Valencia pasó a ser una de las ciudades del mismo. En este evento el juego principal es Starcraft 2. En 2014 cumple su 5 aniversarió en la ciudad, por lo que se organizará un evento mayor que en los pasados años. 
Cuenta con torneos tanto de StarCraft 2, League of Legends, Counter-Strike: Global Offensive y Ultra Street Fighter IV, entre otros.
A partir de la edición de verano de 2024 Dreamhack Valencia pasa a llamarse OWN Valencia.

### DreamHack Moscú
En 2014 se celebró por primera vez la DreamHack Moscú en Moscú, Rusia.

### DreamHack Estocolmo
Desde 2011 se celebra DreamHack Estocolmo en Estocolmo, Suecia. Al igual que Valencia, en 2012, tras la creación de DreamHack Open Tour, Estocolmo pasó a ser una de las ciudades del mismo.
Esta ciudad es la antesala de la DreamHack Winter donde se celebran las Finales.

## Eventos Pasados
A lo largo de los años DreamHack ha ido batiendo algunos récords. Los récords suecos están marcados con (SR) y los récords mundiales con (WR).
| Evento       | Visitantes  | Huéspedes en la red | Viewers          | Velocidad de internet | Total de premios                             | Notas                                                                         |
| ------------ | ----------- | ------------------- | ---------------- | --------------------- | -------------------------------------------- | ----------------------------------------------------------------------------- |
| DHW13        | 22,810 (WR) | 17,403              | 7,776,645        | 40 Gbit/s             | 3,191,000 SEK ($478,400, €355,740, £301,224) |                                                                               |
| DHS13        | 18,361      | 16,932              |                  | 40 Gbit/s             |                                              |                                                                               |
| DHW12        | 20,113      | 15,485              |                  | 40 Gbit/s             | 2,000,000 SEK                                |                                                                               |
| DHS12        | 15,531      | 12,446              | 4,068,303 (WR)   | 40 Gbit/s             | 1,765,000 SEK                                | Total de visitas al streaming : 12,522,319                                    |
| DHW11        | 20,984 (WR) | ~ 13 010            | 1.6 million (WR) | 120 Gbit/s (WR)       | 1,065,500 SEK                                | Primer evento ocupando el ice hockey arena.. Total streaming views: 6,755,728 |
| DHS11        | ~16,000     |                     | ~700,000         | 20 Gbit/s             | 832,508 SEK                                  | Primer evento al aire libre con grandes actividades y deportes.               |
| DHW10        | 13,608 (WR) | 12 757              | ~200,000         | 20 Gbit/s             | 700,000 SEK                                  |                                                                               |
| DHS10        | 8,000       |                     |                  |                       |                                              |                                                                               |
| DHW09        | 11,500      |                     |                  |                       |                                              |                                                                               |
| DHS09        | 9,000       |                     |                  |                       |                                              |                                                                               |
| DHW08        | 11,000      |                     |                  |                       |                                              |                                                                               |
| DHS08        | 7,500       |                     |                  |                       |                                              |                                                                               |
| DHW07        | 13,000 (WR) | 10 455              |                  | 40 Gbit/s             |                                              | Primera edición con internet de 40 Gbit.                                      |
| DHS07        | 6,000       |                     |                  |                       |                                              |                                                                               |
| DHW06        | 10,638 (WR) | 8 531               |                  |                       |                                              | Nuevo Récord del mundo.                                                       |
| DHS06        | 5,000       |                     |                  |                       |                                              |                                                                               |
| DHW05        | 7,538       |                     |                  |                       |                                              | Décimo aniversario del evento.                                                |
| DHS05        | 5,000       |                     |                  |                       |                                              |                                                                               |
| DHW04        | 5,272 (WR)  | 5 852               |                  |                       |                                              | Primer Récord del mundo Oficial.                                              |
| DHS04        | 4,500       |                     |                  |                       |                                              |                                                                               |
| DHW03        | 5,000       |                     |                  |                       |                                              |                                                                               |
| DHS03        | 4,000       |                     |                  |                       |                                              |                                                                               |
| DHW02        | 5,000       |                     |                  |                       |                                              |                                                                               |
| DHS02        | 3,000       |                     |                  |                       |                                              |                                                                               |
| DreamHack 01 | 5,000       |                     |                  |                       |                                              | Primer evento en Jönköping.                                                   |
| DreamHack 00 | 3,000       |                     |                  |                       |                                              |                                                                               |
| DreamHack 99 | 3,000       |                     |                  |                       |                                              |                                                                               |
| DreamHack 98 | 1,800       |                     |                  |                       |                                              |                                                                               |
| DreamHack 97 | 750 (SR)    |                     |                  |                       |                                              | Primer evento en Borlänge. SR en participantes.                               |
| DreamHack 96 | 120         |                     |                  |                       |                                              |                                                                               |
| DreamHack 95 | 80          | 80                  |                  |                       |                                              |                                                                               |
| DreamHack 94 | 40          | 40                  |                  |                       |                                              | Primer evento en Malung                                                       |

## Ganadores de los Torneos

### StarCraft 2
|       | Gold                     | Gold        | Silver                    | Silver          | Bronze                                        | Bronze             |
|       | Nombre del jugador       | Equipo      | Nombre del jugador        | Equipo          | Nombre del jugador                            | Equipo             |
| DHW10 | Santeri "Naama" Lahtinen | mousesports | Grzegorz "MaNa" Komincz   | mousesports     | Jian Carlo "Fenix" Morayra Alejo              | Fnatic             |
| DHS11 | Chris "HuK" Loranger     | Team Liquid | Jae Ho "Moon" Jang        | WeMade FOX      | Choi "Bomber" Young Seo                       | StarTale           |
| DHW11 | Song "HerO" Hyeon Deok   | Team Liquid | Lee "PuMa" Ho Joon        | Evil Geniuses   | Joseph "Ret" de Kroon Silviu "NightEnD" Lazar | Team Liquid Fnatic |
| DHS12 | Grzegorz "MaNa" Komincz  | mousesports | Dmytro "DIMAGA" Filipchuk | mortal Teamwork | Igor "fraer" Turchin Ilyes "Stephano" Satouri | RoX.KiS Millenium  |
| DHW12 | Song "HerO" Hyeon Deok   | Team Liquid | Yun "TaeJa" Young Seo     | Team Liquid     | Philipp "monchi" Simon Artur "Nerchio" Bloch  | XMG Team Acer      |
| DHW13 | Yun "TaeJa" Young Seo    | Team Liquid | Lee "Life" Seung Hyun     | StarTale        | Jo "Patience" Ji Hyun                         | AZUBU              |

### Counter Strike
Las versiones de este juego han ido variando a lo largo de los años:
- DHS12 se jugó al Counter Strike 1.6.[27]
- DHW12 se jugó al Counter Strike: Global Offensive.[28]

|       | Gold | Gold              | Silver | Silver            | Bronze | Bronze                |
|       | Nombre del jugador | Equipo            | Nombre del jugador | Equipo            | Nombre del jugador | Equipo                |
| DHW10 | ... | Natus Vincere     | ... | mortal Teamwork   | ... | SK Gaming             |
| DHS11 | ... | SK Gaming         | ... | mortal Teamwork   | ... | Natus Vincere         |
| DHW11 | ... | Fnatic            | ... | Lions             | ... | Natus Vincere         |
| DHS12 | Richard "Xizt" Landström Rasmus "Gux" Ståhl Michael "Friis" Jørgensen Andreas "MODDII" Frid Finn "karrigan" Andersen                 | FnaticRC          | ... | Natus Vincere     | Daniil "Zeus" Teslenko Sergey "starix" Ischuk Arseniy "ceh9" Trynozhenko Yegor "markeloff" Markelov Ioann "Edward" Sukhariev | Na`Vi                 |
| DHW12 | Patrik "f0rest" Lindberg Christopher "GeT_RiGhT" Alesund Richard "Xizt" Landstrӧm Robin "Fifflaren" Johansson Adam "friberg" Friberg | Ninjas in Pyjamas | Nathan "NBK" Schmitt Kenny "kennyS" Schrub Edouard "SmithZz" Dubourdeaux Cédric "RpK" Guipouy Kevin "Ex6TenZ" Droolans               | VeryGames         | André "Berg" Kjellberg Simon "twist" Eliasson Christian "Spitfire" Schiölde cyph Patrick "Zajp" Knutsen Daniel "RE1EASE" Mullan Lewis "Hughsy" Hughes Sam "RattlesnK" Gawn James "Mx" Smale Pete "pt" Wright                                | Lemondogs mousesports |
| DHW13 | Robin "flusha" Rӧnnquest Jonatan "Devilwalk" Lundberg Andreas "Schneider" Lindberg "jw" Markus "pronax" Wallsten                     | Fnatic            | Patrik "f0rest" Lindberg Christopher "GeT_RiGhT" Alesund Richard "Xizt" Landstrӧm Robin "Fifflaren" Johansson Adam "friberg" Friberg | Ninjas in Pyjamas | Nathan "NBK" Schmitt Richard "shox" Papillon Edouard "SmithZz" Dubourdeaux Adil "ScreaM" Benrlitom Kevin "Ex6TenZ" Droolans Jordan "n0thing" Gilbert Sean "sgares" Gares Braxton "Swag" Pierce Spencer "Hiko" Martin Kory "Semphis" Friesen | VeryGames compLexity  |

### Quake Live
|       | Gold                         | Gold         | Silver                       | Silver         | Bronze                       | Bronze         |
|       | Nombre del jugador           | Equipo       | Nombre del jugador           | Equipo         | Nombre del jugador           | Equipo         |
| DHS11 | Alexey "Cypher" Yanushevsky  | ...          | Shane "rapha" Hendrixson     | SK Gaming      | Anton "Cooller" Singov       | mousesports    |
| DHW11 | Alexey "Cypher" Yanushevsky  | ...          | Shane "rapha" Hendrixson     | SK Gaming      | Maciej "av3k" Krzykowski     | ...            |
| DHS12 | Shane "rapha" Hendrixson     | SK Gaming    | Alexey "cypher" Yanushevesky | Serious Gaming | Tim "DaHanG" Fogarty         | Evil Geniuses  |
| DHW12 | Sergey "evil" Orekhov        | 102.         | Shane "rapha" Hendrixson     | SK Gaming      | Alexey "cypher" Yanushevesky | Serious Gaming |
| DHW13 | Alexey "Cypher" Yanushevesky | Titan eSport | Shane "rapha" Hendrixson     | SK Gaming      | Sergey "evil" Orekhov        | Infiplay       |

### League of Legends
|       | Gold | Gold                        | Silver | Silver                      | Bronze | Bronze                                |
|       | Nombre del jugador | Equipo                      | Nombre del jugador | Equipo                      | Nombre del jugador | Equipo                                |
| DHW11 | Enrique "xPeke" Cedeño Maciej "Shushei" Ratuszniak Lauri "CyanideFI" Happonen Manuel "LaMiaZeaLoT" Mildenberger Peter "Mellisan" Meisrimel | Fnatic                      | Paul "sOAZ" Boyer Damien "Linak" Lorthios Maik "MoMa" Wallus Bora "YellOwStaR" Kim Jerome "Kujaa" Negretti                                  | Team against All authority  | Christian "The Rain Man" Kahmann Brian "TheOddOne" Wyllie Andy "Reginald" Dinh Shan "Chaox" Huang Alex "Xpecial" Chu | Team SoloMid                          |
| DHS12 | Mike "Wickd" Petersen Stephen "Snoopeh" Ellis Henrik "Froggen" Hansen Peter "Yellowpete" Wüppen Mitch "Krepo" Voorspoels                   | Counter Logic Gaming Europe | Alexey "Alex Ich" Ichetovkin Danil "Diamondprox" Reshetnikov Evgeny "Genja" Andryushin Edward "GoSu Pepper" Abgaryan Evgeny "Darien" Mazaev | Moscow Five                 | Vytautas "extinkt" Mėlinauskas Algirdas "Sleper" Saliamonas Tobias "Malunoo" Magnusson Andreas "xinec" Krogsbøll Aurimas "Angush" Gedvilas | Curse Gaming Europe                   |
| DHW12 | Paul "sOAZ" Boyer Lauri "CyanideFI" Happonen Enrique "xPeke" Cedeño Martin "Rekkles" Larsson Christopher "nRated" Seitz                    | Fnatic                      | Mike "Wickd" Petersen Stephen "Snoopeh" Ellis Henrik "Froggen" Hansen Peter "Yellowpete" Wüppen Mitch "Krepo" Voorspoels                    | Counter Logic Gaming Europe | Dan "Godbro" Van Vo Dennis "Svenskeren" Johnsen Søren "XL Bjergsen" Bjerg Kasper "TheTess" Poulsen Christian "XL Winner" Andersen Alexander "Jree" Bergström Markus "Kottenx" Tingvall Jesper "Jwaow" Strandgren Niklas "kestrel" Lindström Sebastian "Tsibastian" Arvidsson | Copenhagen Wolves Sju Sjösjuka Sjömän |
| DHW13 | Simon "fredy122" Payne Dennis "Svenskeren" Johnsen Jesse "Jesiz" Le Adrian "Candy Panda" Wübbelmann Patrick "Nyph" Funke                   | SK Gaming                   | Marcin "Xaxus" Mączka Marcin "Jankos" Jankowski Remigiusz "Overpow" Pusch Paweł "Celaver" Koprianiuk Oskar "VandeRnoob" Bogdan              | Kiedyś Miałem Team          | Bram "Morsu" Knol Jacco "broetoe" Broeder Sander "ImHeat" Schuermans Tom "Metalx" Latour Stefan "Kialys" Meijlink Jakob "Gamble" Vorm Lucas "Santorin" Larsen Dan "NeeGodbro" Van Vo Jesper "Niels" Svenningsen Christian "XL Winner" Andersen                               | LowLandLions Intellectual Playground  |

### Heroes of Newerth
|       | Gold | Gold              | Silver | Silver         | Bronze             | Bronze                            |
|       | Nombre del jugador                                                                                           | Equipo            | Nombre del jugador | Equipo         | Nombre del jugador | Equipo                            |
| DHW11 | ... | Fnatic            | ... | Frenetic Array | ...                | Lions                             |
| DHS12 | Kai "H4nn1" Hanbueckers Adrian "Era" Kryeziu Johan "N0tail" Sundstein Jascha "NoVa_" Markuse Tal "Fly" Aizik | FnaticRC          | Trent “sLiCKz” Tucker Kieton "BoBo_" Beilby Quinn "Leonblack`" Wagner Seb "Shinkz" Torra JunLiong "dabeliuteef" Loh       | TT eSPORTS     | ...                | ...                               |
| DHW12 | Mynuts noobG Limmp zai' Fittske                                                                              | Trademark eSports | |                |                    |                                   |
| DHW13 | Kyle "swindlemelonzz" Freedman Mynuts Linus "Limmp" Blomdin Chessie Zfreek Joysolko                          | Stay Green        | Pontus "Zlapped" Mähler David "Probusk" Busk Dennis "Flensmeister" Brofalk Micke "m`ICKe" Nguyen Son "VnSensation" Nguyen | Denial eSports |                    | Lions eSportsklubb Too Much Sugar |

### Dota 2
|       | Gold | Gold            | Silver | Silver        | Bronze | Bronze             |
|       | Nombre del jugador | Equipo          | Nombre del jugador | Equipo        | Nombre del jugador | Equipo             |
| DHS12 | Troels "syndereN" Nielsen Titouan "Sockshka" Merloz Thibault "Funzii" Calonne Sébastien "7ckngMad" Debs Rene "Kebap" Werner         | mortal Teamwork | Clement "Puppey” Ivanov Dmitriy "LighTofHeaveN” Kupriyanov Aleksander "XBOCT” Dashkevich Danil "Dendi” Ishutin Sergey "ARS-ART” Revin | Natus Vincere | ... | ...                |
| DHW12 | Jonathan "Loda" Berg Gustav "s4" Magnusson Henrik "AdmiralBulldog" Ahnberg Joakim "Akke" Akterhall Jacky "EternaLEnVy" Mao          | NoTideHunter    | Clinton "Fear" Loomis Jimmy "DeMoN" Ho Jacob "Maelk" Toft-Anderson Jio "Jeyo" Madayag Robert "bdiz" Tinnes                            | Evil Geniuses | Titouan "Socksha" Merloz Roman "Scandal" Sadotenkov Gleb "Funn1k" Lipatnikov Artur "Goblak" Kostenko Airat "Silent" Gaziev Adrian "Era" Kryeziu Kai "H4nn1" Hanbueckers Kalle "Trixi" Saarinen Johan "N0tail" Sundstein Tal "Fly" Aizik | Team Empire Fnatic |
| DHW13 | Oleksandr "XBOCT" Dashkevych Danylo "Dendi" Ishutin Hlib "Funn1k" Lipatnikov Clement "Puppey" Ivanov Kuro "KuroKy" Salehi Takhasomi | Natus Vincere   | Adrian "Era" Kryeziu Kai "H4nn1" Hanbueckers Kalle "Trixi" Saarinen Johan "N0tail" Sundstein Tal "Fly" Aizik                          | Fnatic        | Jonathan "Loda" Berg Gustav "s4" Magnusson Henrik "AdmiralBulldog" Ahnberg Jerry "EGM" Lundkvist Joakim "Akke" Akterhall | Alliance           |

### Battlefield
Las versiones de este juego han ido variando a lo largo de los años:
- DHW13 se jugó a Battlefield 4.[41]

|       | Gold | Gold    | Silver | Silver                | Bronze | Bronze               |
|       | Nombre del jugador | Equipo  | Nombre del jugador | Equipo                | Nombre del jugador | Equipo               |
| DHS12 | Tom "Morte" Kerbusch Erik "2Easy" van Hoorn Sergi "Winghaven" Torras Andrey "Unfixed" Leonov Hendrik "vallutaja" Kinks            | Epsilon | ... | EYEBALLERS            | ... | Xapso                |
| DHW12 | ... | Epsilon | ... | wallberg              | ... | Eyeballers Team Rock |
| DHW13 | Thomas "Morte" Kerbusch Erik "2easy" van Hoorn Hendrik-William "vallutaja" Kinks Sergi "Winghaven" Torras Andrei "uNFixed" Leonov | Fnatic  | Rémy "CYPH" Mercadal Tom "Tomesch" Eschemann Chris "eiN0x" Delage Jonathan "Ekp_" Picarel Florian "DRUNKKZ3" Le Bihan | against All authority | David "david2k6" Sebestyen Jordy "Gerrah" Haast Mike "CoRE" Keizer Horeczki "Horec" Dávid Victor Hugo "DukePT" Machado Mesquita Oscar "Sccar" Palmblad Dennis "Zienx" Olsson-Sundell Franci "Frankiii82" Villar Moyar Gustav "GRosvall" Rosvall Daniel "Jagardaniel" Matsson | Epsilon Eyeballers   |

### Street Fighter IV Arcade Edition
|       | Gold                        | Gold           | Silver                  | Silver    | Bronze             | Bronze             |
|       | Nombre del jugador          | Equipo         | Nombre del jugador      | Equipo    | Nombre del jugador | Equipo             |
| DHW12 | Seon "Infiltration" Woo Lee | Western Wolves | Momi                    | MM        | Skatan F-Word      | N/A Western Wolves |
| DHW13 | Daigo "Daigo" Umehara       | Mad Catz       | Bruce "GamerBee" Hsiang | AVerMedia | Oliver "Luffy" Hay | WDM.MCZ            |

### BloodLine Champions (no oficial)
|       | Gold                | Gold         | Silver             | Silver    | Bronze             | Bronze |
|       | Nombre del jugador  | Equipo       | Nombre del jugador | Equipo    | Nombre del jugador | Equipo |
| DHS12 | Mr2 Viktory Dandido | MrDandiktory | ...                | Razer.MiF | ...                | ...    |

### Super Smash Bros Melee
Dreamhack winter 2015

#### Singles
|       | Gold               | Gold        | Silver             | Silver   | Bronze             | Bronze       |
|       | Nombre del jugador | Equipo      | Nombre del jugador | Equipo   | Nombre del jugador | Equipo       |
| DHW15 | Hungrybox          | Team Liquid | Armada             | Alliance | Plup               | Panda Global |

#### Doubles
|       | Gold               | Gold                    | Silver             | Silver           | Bronze             | Bronze   |
|       | Nombre del jugador | Equipo                  | Nombre del jugador | Equipo           | Nombre del jugador | Equipo   |
| DHW15 | Hungrybox Axe      | Team Liquid Tempo Storm | Shroomed MacD      | Winterfox Splyce | Aliance Android    | Alliance |

### Brawlhalla

#### Singles
|                          | Gold               | Gold            | Silver             | Silver            | Bronze             | Bronze            |
|                          | Nombre del jugador | Equipo          | Nombre del jugador | Equipo            | Nombre del jugador | Equipo            |
| Dreamhack Austin 2018    | Cosolix            | Total Advantage | wrenchd            | Total Advantage   | Boomie             | Tempo Storm       |
| DreamHack Summer 2018    | noeL               | Ghost Gaming    | Boomie             | Tempo Storm       | VipR3              | Electrify Esports |
| DreamHack Valencia 2018  | noeL               | Ghost Gaming    | Dobrein            | -                 | Boomie             | Tempo Storm       |
| DreamHack Montreal 2018  | Boomie             | Tempo Storm     | noeL               | Ghost Gaming      | wrenchd            | Total Advantage   |
| DreamHack Atlanta 2018   | Sandstorm          | Tempo Storm     | wrenchd            | Total Advantage   | Boomie             | Tempo Storm       |
| DreamHack Winter 2018    | noeL               | Ghost Gaming    | Isidroo            | -                 | simpLe             | Brutal Democracy  |
| DreamHack Montreal 2019  | wrenchd            | Total Advantage | Sandstorm          | Tempo Storm       | Boomie             | Tempo Storm       |
| DreamHack Dallas 2019    | Sandstorm          | Tempo Storm     | wrenchd            | Total Advantage   | Boomie             | Tempo Storm       |
| DreamHack Rotterdam 2019 | Boomie             | Tempo Storm     | VipR3              | Electrify Esports | Sandstorm          | Tempo Storm       |
| DreamHack Atlanta 2019   | Sandstorm          | Tempo Storm     | simpLe             | Brutal Democracy  | noeL               | Ghost Gaming      |

#### Doubles
|                          | Gold                | Gold                | Silver              | Silver                        | Bronze                 | Bronze                         |
|                          | Nombre del jugador  | Equipo              | Nombre del jugador  | Equipo                        | Nombre del jugador     | Equipo                         |
| Dreamhack Austin 2018    | Boomie Remmy        | Tempo Storm Rated R | Addymestic Cake     | Sinai Village -               | Stevenator STTP Wilson | -                              |
| DreamHack Summer 2018    | Boomie Diakou       | Tempo Storm -       | Addymestic Cake     | Sinai Village -               | Aerial VipR3           | Team DeftFox Electrify Esports |
| DreamHack Valencia 2018  | Boomie Remmy        | Tempo Storm Rated R | Aggz0 VipR3         | - Electrify Esports           | Diakou Dobrein         | -                              |
| DreamHack Montreal 2018  | Boomie Remmy        | Tempo Storm Rated R | Aggz0 VipR3         | - Electrify Esports           | Lil Capped Phazon      | Rectify Gaming -               |
| DreamHack Atlanta 2018   | Addymestic Cake     | Sinai Village -     | Aggz0 VipR3         | - Electrify Esports           | Sandstorm Ethan        | Tempo Storm In Control Nation  |
| DreamHack Winter 2018    | Aggz0 VipR3         | - Electrify Esports | Blew simpLe         | NASR Esports Brutal Democracy | Isidroo noeL           | - Ghost Gaming                 |
| DreamHack Montreal 2019  | Lil Capped ithrowow | Rectify Gaming      | Cosolix wrenchd     | Total Advantage               | Boomie Sandstorm       | Tempo Storm                    |
| DreamHack Dallas 2019    | Boomie Sandstorm    | Tempo Storm         | Remmy Phazon        | Rated R -                     | Isidroo Cody Travis    | -                              |
| DreamHack Rotterdam 2019 | Acno Blaze          | -                   | Boomie Sandstorm    | Tempo Storm                   | Blew simpLe            | NASR Esports Brutal Democracy  |
| DreamHack Atlanta 2019   | Boomie Sandstorm    | Tempo Storm         | Lil Capped ithrowow | Rectify Gaming                | Aerial hermisen        | Team DeftFox                   |